# När den arma jordens tid förgår
När den arma jordens tid förgår är en psalm av Lars Stenbäck från 1840 med tillägg av Carl Olof Rosenius från 1844. Den har i Stenbäcks version sju verser och sjungs numera i Finland till en melodi (D-dur, 3/2) av John Sundberg från 1944. I Rosenius utbyggda version har den 13 verser och sjungs till melodi av Oscar Ahnfelt (nr 10 i Ahnfelts sånger). Den går även att sjunga till samma melodi som Kristus lever - underbara ord, komponerad av Lowell Mason.
Psalmen är en uppmaning till frimodighet i en föränderlig värld med ständigt nya utmaningar. Detta beskrivs med orden "växlande tider" som avslutar varje vers i den då 29-årige finländske pietisten Stenbäcks original. Den vid tilläggets författande 28-årige Rosenius varierar slutorden lite ("farliga tider", "bistraste tider", "eviga tider", "kommande tider", "viktiga tider").  

## Publicerad i
- Sionstoner 1889 som nr 660 under rubriken "Erfarenheter i bättringen och tron".
- Svenska Missionsförbundets sångbok 1920 som nr 709 under rubriken "Vid särskilda tillfällen - Årsskifte."
- Sionstoner 1935 som nr 471 under rubriken "Nådens ordning: Trosliv och helgelse"
- Guds lov 1935 som nr 418 under rubriken "Tidens korthet".
- Finlandssvenska psalmboken 1986 som nr 42 under rubriken "Nyår".
- Lova Herren 1988 som nr 20 under rubriken "Guds godhet och fadersomsorg"
- Sionsharpan 1993 som nr 23 under rubriken "Nyår".